# 阿尔冈松
阿尔冈松（法語：Argançon，法語發音：[aʁɡɑ̃sɔ̃]）是法国奥布省的一个市镇，属于奥布河畔巴尔区。

## 地理
阿尔冈松（48°15'11"N, 4°36'13"E）面积8.2 平方千米，位于法国大東部大區奥布省，该省份为法国中北部省份，北起马恩省，西接塞纳-马恩省，西南至约讷省，东南至科多尔省，东临上马恩省。
与阿尔冈松接壤的市镇（或旧市镇、城区）包括：多朗库尔、弗拉沃、若库尔、热桑、迈松德尚、斯普瓦、沃雄维利耶。

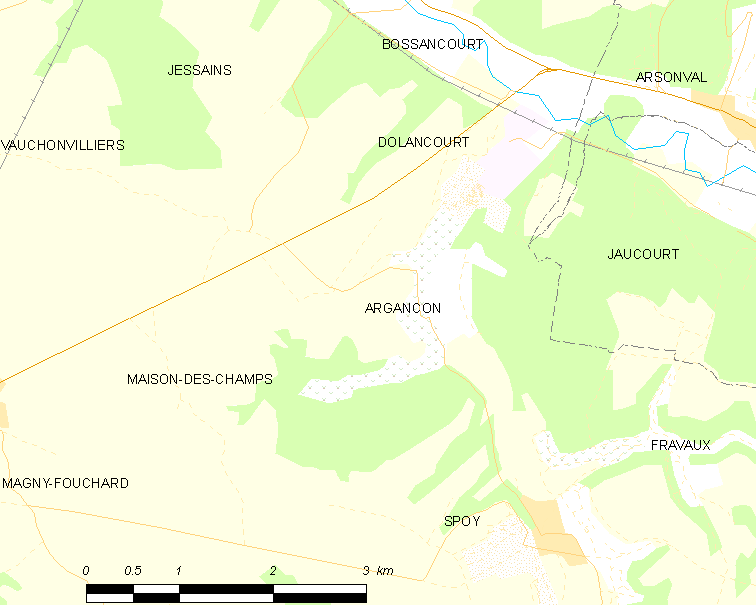
阿尔冈松的OSM定位图

阿尔冈松的时区为UTC+01:00、UTC+02:00（夏令时）。

## 行政
阿尔冈松的邮政编码为10140，INSEE市镇编码为10008。

## 政治
阿尔冈松所属的省级选区为巴尔斯河畔旺德夫尔县。

## 人口

1962-2008年间阿尔冈松人口变化图示

阿尔冈松于2022年1月1日时的人口数量为107人。